# Bosnormand
Bosnormand – miejscowość i dawna gmina we Francji, w regionie Normandia, w departamencie Eure. W 2013 roku populacja gminy wynosiła 328 mieszkańców. 
W dniu 1 stycznia 2017 roku z połączenia dwóch ówczesnych gmin – Le Bosc-Roger-en-Roumois oraz Bosnormand – utworzono nową gminę Bosroumois. Siedzibą gminy została miejscowość Le Bosc-Roger-en-Roumois. 